# مبرهنة فون شتاوت-كلاوسن
مبرهنة فون شتاوت-كلاوسن (بالإنجليزية: Von Staudt–Clausen theorem)‏ هي نتيجة تمكن من تحديد الجزء العشري من أعداد بيرنولي. برهن على هذه المبرهنة كارل جورج كريستيان فون شتاوت (عام 1840) و توماس كلاوسن (عام 1840) بمعزل الواحد منهما عن الآخر.